# İsmail Hakkı Karadayı
İsmail Hakkı Karadayı (* 1932 in Çankırı, Provinz Çankırı; † 26. Mai 2020 in Istanbul) war ein türkischer General, der zuletzt von 1994 bis 1998 Chef des Generalstabes (Genelkurmay Başkanı) der türkischen Streitkräfte (Türk Silahlı Kuvvetleri) war.

## Leben
Nach dem Besuch der Militärschule (Harp Okulu) absolvierte er zwischen 1951 und 1953 die Flugabwehrschule (Uçaksavar Okulu) und fand anschließend Verwendungen in verschiedenen Einheiten der Artillerie. 1963 besuchte er zuerst die Militärakademie (Harp Akademisi) sowie 1967 die Akademie der Streitkräfte (Silahlı Kuvvetler Akademisi). Danach war er als Stabschef, Dozent an der Militärakademie sowie als Militärattaché im Nahen Osten tätig. Daraufhin folgten Verwendungen als Transportoffizier eines Regiments und als Sektionschef für Grundsätze und Planung im Generalstab der Türkei. 
Nachdem er 1975 ein Studium an der Akademie für Nationale Sicherheit (Milli Güvenlik Akademisi) absolviert hatte, wurde er 1977 zum Brigadegeneral befördert und zum Vizechef des Heeresamtes ernannt, ehe er im Anschluss Kommandeur einer Motorisierten Infanteriebrigade wurde. Nach seiner Beförderung zum Generalmajor 1981 wurde er Befehlshaber einer Division in Nordzypern und war danach zwischen 1983 und 1985 Chef der Personalabteilung im Stab der Landstreitkräfte (Türk Kara Kuvvetleri). 1985 erfolgte die Beförderung von Karadayı zum Generalleutnant und als solcher war er in den folgenden Jahren Kommandierender General verschiedener Korps. Zuletzt war er vom 30. August 1989 bis zum 31. Dezember 1990 Chef des Stabes der Landstreitkräfte.
Am 1. Januar 1991 wurde er zum General befördert sowie als Nachfolger von Muhittin Fisunoğlu zum Oberbefehlshaber der 1. Armee ernannt. Am 30. August 1993 folgte er abermals General Muhittin Fisunoğlu, diesmal als Oberkommandierender der Landstreitkräfte.
Ein Jahr später wurde er am 30. August 1994 Nachfolger von General Doğan Güreş als Chef des Generalstabes der Streitkräfte. In diese Zeit fiel der DPK-PUK-Konflikt zwischen der Demokratischen Partei Kurdistans (Partîya Demokrata Kurdistanê) von Masud Barzani und der Patriotischen Union Kurdistans (Yaketi Niştimanî Kurdistân) von Dschalal Talabani. Nach vierjähriger Amtszeit wurde er am 30. August 1998 in den Ruhestand versetzt und durch General Hüseyin Kıvrıkoğlu abgelöst, der zuvor ebenfalls Oberkommandierender der Landstreitkräfte war.
Während seiner langjährigen militärischen Laufbahn wurde er mehrfach ausgezeichnet und wurde unter anderem mit dem Legion of Merit sowie der Kommandeurswürde der Ehrenlegion gewürdigt. Darüber hinaus engagiert er sich als Mitglied des Kuratoriums der 1998 gegründeten Haliç Üniversitesi in Istanbul sowie als Mitglied des akademischen Rates der 1992 gegründeten Mustafa Kemal Üniversitesi in Hatay.
Am 3. Januar 2013 wurde Karadayı wegen seiner mutmaßlichen Verwicklung in den Militärputsch von 1997 festgenommen.